# 父子驚魂記
《父子驚魂記》是一部1992年美國犯罪劇情片，由保羅·摩斯編劇兼執導，傑夫·高布倫、羅利·考克瑞、羅珊娜·艾奎特、芳姬·詹森、娜塔莎·葛瑞森·華格那、保羅·希普、米高·伊派里奧里、艾倫·格林尼和山繆·傑克森主演。講述了父子間的關係因連環殺手以及通靈者的影響而變得複雜。
該片於1992年聖丹斯電影節首映，並獲得多维尔电影节觀眾獎；1992年11月6日在美國有限上映。

## 演員
- 傑夫·高布倫飾演麥克斯·費許
- 羅利·考克瑞飾演艾德·費許
- 羅珊娜·艾奎特飾演雅典娜女士
- 芳姬·詹森飾演凱爾·克里斯汀
- 米切爾·馬爾尚飾演史麥利
- 娜塔莎·葛瑞森·華格那飾演麗莎
- 保羅·希普飾演杜吉
- 米高·伊派里奧里飾演強尼
- 艾倫·格林尼飾演茱蒂
- 山繆·傑克森飾演馬歇爾
- 愛莉卡·亞歷山大飾演维奈尔

## 發行
《父子驚魂記》1992年1月24日登上聖丹斯電影節首映，並獲得多维尔电影节觀眾獎；1992年11月6日在美國有限上映。該片入圍第18屆莫斯科國際電影節。

## 外部連結
- 互联网电影数据库（IMDb）上《父子驚魂記》的资料（英文）
- AllMovie上《父子驚魂記》的资料（英文）
- 爛番茄上《父子驚魂記》的資料（英文）